# Larissa Mikhaltsova
Larissa Mikhaltsova (Ucraïna, 1952) és una mestra d'acordió i model ucraïnesa des dels 63 anys. Viu a la vila de Kalionvka, a la regió de Mikolaiv. Durant 40 anys es va dedicar a ensenyar a tocar l'acordió a joves i a l'escola de música. Però un representant d'una revista local la va veure en un restaurant i la va convidar a participar en una sessió fotogràfica amb 63 anys. Va aparèixer a la portada d'una revista de perruqueries anomenada Dolores. El 2018 va ser escollida una de les 100 dones més inspiradores per la BBC.